# فرانك مورتيمر
فرانك مورتيمر (بالإنجليزية: Frank Mortimer)‏ هو لاعب دوري الرغبي بريطاني، ولد في 23 فبراير 1932 في Streethouse ‏ في المملكة المتحدة، وتوفي في 4 مارس 2009 في ويكفيلد في المملكة المتحدة.